# États de la Trêve
 (octobre 2019).
Si vous disposez d'ouvrages ou d'articles de référence ou si vous connaissez des sites web de qualité traitant du thème abordé ici, merci de compléter l'article en donnant les références utiles à sa vérifiabilité et en les liant à la section « Notes et références ».
1820–1971
Entités précédentes :
- Émirat du Nedjd (parts de Dubaï et Abou Dabi)
- Abou Dabi
- Charjah
- Ajman
- Dubaï
- Fujaïrah
- Oumm al-Qaïwaïn
- Ras el-Khaïmah

Entités suivantes :
- Émirats arabes unis
- Ras el-Khaïmah (rejoint les É.A.U. le 11 février 1972)

Les États de la Trêve sont un groupe d'émirats dans le golfe Persique sous protectorat britannique de 1820 à 1971. Ces émirats évoluent en nombre dans le temps :
- Abou Dabi (1820 – 1971)
- Ajman (1820 – 1971)
- Dubaï (1820 – 1971)
- Charjah (1820 – 1971)
- Umm al-Quwain (1820 – 1971)
- Ras al-Khaimah (1822 – 1972)
- Dibba (1871 – 1951)
- Hamriyah (en) (1875 – 1922)
- Fujaïrah (1902 – 1971)
- Kalba (1903 – 1952).

## Histoire

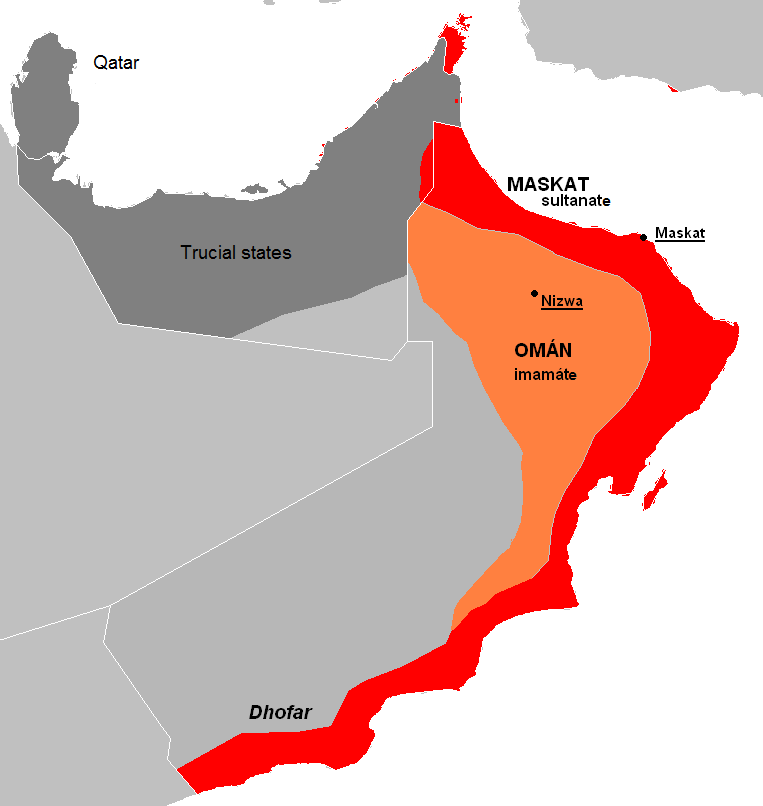
Les États de la Trêve entourés du Qatar, du sultanat et de l'imanat de Mascate et Oman vers 1914.

Après la défaite des Qawasim, en 1820, les Britanniques signèrent une série d'accords et de traités avec les cheikhs de chaque émirat de la côte du Golfe, celui de 1853 garantissant l'arrêt de la piraterie contre les navires britanniques, d'où le nom des États de la Trêve (en anglais : Trucial States) donné aux actuels Émirats et à quatre autres (Dibba, Hamriyah, Kalba et Hira). Les Britanniques prirent soin de renforcer les liens qui les liaient aux États de la Trêve, afin de freiner les convoitises d’autres grandes puissances européennes. 
En 1892, un nouveau traité érigea les États de la Trêve en protectorat et les fit entrer dans l'Empire colonial britannique. Il les engageait à ne pas entretenir de relations diplomatiques avec des pays autres que le Royaume-Uni sans le consentement de ce dernier. En retour, le Royaume-Uni garantit la protection des États de la Trêve contre toute attaque maritime ou terrestre. 
Cette période de calme permit à l’industrie perlière de prospérer à la fin du XIXe siècle et au début du XXe siècle. Cependant, les deux guerres mondiales eurent un effet très néfaste sur cette industrie, qui finit par s’éteindre juste après la Seconde Guerre mondiale, lorsque le gouvernement indien se mit à imposer des taxes sur les perles importées du Golfe. La concurrence du Japon qui, dès 1940, prospéra dans l'élevage des perles de culture avec des offres plus alléchantes, acheva l'essor des Émirats dans ce domaine.
Le Royaume-Uni avait annoncé son intention de mettre fin au protectorat en 1968. Les émirats tentèrent d'établir une fédération avec le Qatar et Bahreïn, mais elle échoua. Le gouvernement britannique mit fin au protectorat le 1er décembre 1971, conduisant à l'indépendance des sept États.
Le lendemain, Abu Dhabi, Ajman, Dubaï, Fujaïrah, Sharjah et Umm al-Quwain s'unirent pour former les Émirats arabes unis. Ras al-Khaimah les rejoint le 11 février 1972.

### Référence de traduction
- (en) Cet article est partiellement ou en totalité issu de l’article de Wikipédia en anglais intitulé « Trucial States » (voir la liste des auteurs).